# 카우나스 철도 터널
카우나스 철도 터널(리투아니아어: Kauno geležinkelio tunelis)은 리투아니아에 있는 두 터널 중 하나이며 발트 3국에서 사용 중인 유일한 터널이다. 카우나스 철도 터널은 1996년 리투아니아의 부동 문화 유산으로 지정되었다.

## 배경
크림 전쟁에서 패전한 후, 러시아 제국은 근대적인 운송 수단인 철도의 중요성을 깨달았다. 1857년 2월 러시아 제국 정부는 약 1,250km 길이의 러시아 궤간인 상트페테르부르크-바르샤바 철도를 건설하기로 하였다. 1858년에 철도를 착공하였고, 공사는 빠르게 진행되었다. 전쟁이 진행되는 동안 국고가 바닥났기 때문에 러시아 정부는 철도 건설을 위한 회사를 설립하여(Главное общество российских железных дорог) 자금을 충당하였다. 주요 주주로는 러시아, 프랑스, 영국, 독일 및 기타 국가의 은행이 참가하였다. 프로이센 정부는 러시아 정부에게 국경 근처의 비르발리스에서 시작하여 카우나스를 경유하여 렌트바리스/다우가프필스로 이어지는 철도 건설권을 요청하였다.

## 건설

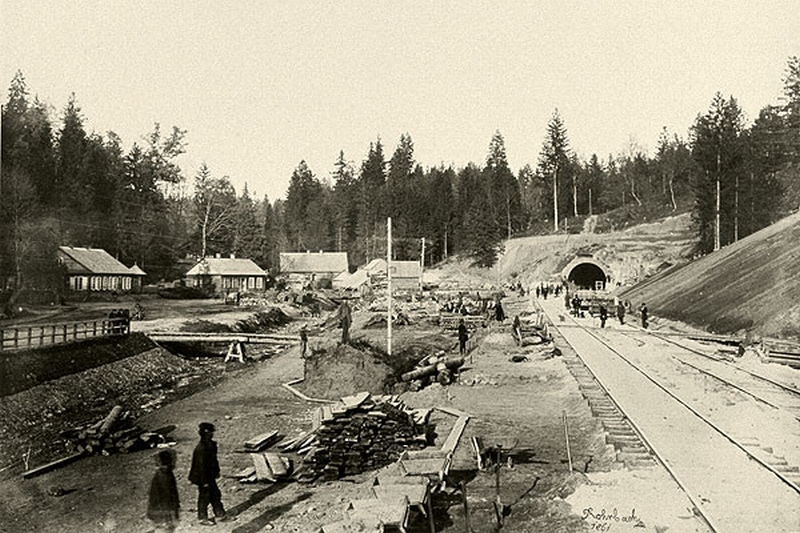
1861년 철도 터널 공사장

건설 초기에 진행된 지질 조사에 의하면 카우나스로 철도를 끌어오려면 네만강을 건너야 했다. 두 가지 안이 제시되었고, 첫 번째 안은 750m 길이의 다리를 높은 곳에 설치하는 것이고 두 번째 안은 강변을 따라 철도를 건설하는 것이다. 두 안 다 난이도가 높았기 때문에 카우나스를 지선으로 연결하려고 하였으나, 이후 이 계획은 취소되었다.
새로운 지질 조사는 프랑스의 공학자 G. F. 페로(Perrot)가 진행하였다. 그는 철도를 최대한 도심으로 끌어오기 위해서 터널을 건설하기로 계획하였다. 터널 공사를 시작하기 전 터널 벽의 두께를 균일하게 계산하여 공사 자재를 절약하려고 하였다. 터널 벽의 두께는 벽돌 3장으로 계획되었고, 터널 공사장 근처에서 벽돌을 생산하기로 하였다. 공사 총 감독은 폴란드의 공학자 스타니스와프 키에르베치(Stanisław Kierbedź)가 담당하였다. 인공적인 환기 시설 없이 자연풍만으로 10-15분만에 열차 매연이 빠져나갈 수 있도록 장소를 선택하였다. 총 길이 1280m 중 820m는 일직선이고, 나머지는 곡률 반경 1000m인 곡선이었다. 건축 공사를 위해서 프랑스의 에르네스트 구앵 에 시에(Ernest Goüin et Cie.) 사를 고용하였고, 1859년 5월 15일(구력, 신력 기준 22일)에 착공하였다.
양 쪽 끝에서 터널 공사가 시작되었고, 150m 간격으로 7개의 갱도가 설치되었다. 갱도별로 공사가 별도로 진행되었고, 터널 굴착으로 나온 골재 및 지하수와 우수는 수동식 리프트를 통해 터널 밖으로 배출되었다. 터널 공사가 진행되는 중에 프랑스에서 증기 기관이 도착하여 공사 속도가 빨라졌다. 갱도는 증기 기관으로 굴착한 터널의 골재를 배출하는 데에도 사용되었고, 터널 완공 이후 갱도는 모두 메워졌다.
터널 공사에 고품질 벽돌을 사용하기로 계획했기 때문에 건설 과정에서 사용할 벽돌을 제작할 공장이 건설되었다. 공장과 터널 공사 현장의 거리는 2.5km이었으며, 별도로 건설된 철도로 벽돌을 운반하였다. 터널이 공사 중이었던 1860년 여름은 비가 많이 왔고 겨울이 일찍 찾아왔다. 그 결과 제작된 벽돌의 품질이 좋지 못했기 때문에 네덜란드와 독일에서 벽돌을 수입하였다. 터널 공사는 다이너마이트 및 흑색 화약으로 땅을 폭파시킨 다음 상층부에는 벽돌, 하층부에는 화강암을 설치하여 아치 구조를 만드는 식으로 진행되었다. 터널 수평 단면은 말발굽 형태이고, 건설 당시 규격은 너비 8.44m, 높이 6.95m, 복선 철도 터널로 건설되었다. 각각 철도 노선이 차지할 전폭은 3772mm이다. 당시 서유럽에 건설된 터널에 비하여 배수 시설은 더 좋았다.
노동자들은 휴일 없이 하루 3교대로 일하였고, 2-3시간 일한 시급은 금화 1루블로, 임금은 월 단위로 지불되었다. 터널은 1861년 11월 1일(구력, 신력 기준 15일)에 완공되어 1862년 봄에 열차 운행을 시작하였다.
카우나스 철도 터널과 같은 시기에 건설된 터널로는 파네랴이 철도 터널이 있으며, 이 두 터널은 리투아니아뿐만 아니라 러시아 제국 및 유럽에서도 초기에 건설된 터널이었다. 두 터널은 모두 런던 지하철이 개통되기 이전에 완성되었다. 터널 건설을 진행한 가설 중 하나로는 니콜라이 2세가 휴양을 위하여 스위스를 방문했을 때 알프스 산맥을 지나는 터널을 보고 비슷한 것을 러시아에 건설하고 싶어했으며, 이를 위해 리투아니아를 선택했다는 것이다.

## 운영
터널 운영은 1862년에 시작되었다. 이 터널은 상트페테르부르크-바르샤바 철도의 프로이센 방면 지선인 렌트바리스-카우나스-비르발리스 선상에 위치하였다. 제1차 세계 대전 동안 독일군들은 터널의 철도를 표준궤로 개궤하였다가 종전 이후 광궤로 복귀하였다. 1925년-1935년까지는 터널 위쪽에 지하실이 없는 작은 집을 지을 수 있도록 허용하였다.
1944년 7월 30일 제2차 세계 대전에서 리투아니아를 점령하였던 독일군들은 퇴각하면서 터널을 폭파시켰다. 가장 큰 폭파는 터널 한가운데에서 일어났고, 그 결과 100m 정도의 구간이 파괴되었다. 폭파 결과로 4개의 깔때기 모양 구덩이가 생겼고,(지름 12-14m, 높이 7m) 터널 상층부가 지표면으로 노출되었다. 소련군은 폭파된 지 1개월 반만에 복구 공사를 시작하였다. 폭파로 인하여 터널의 지하수 구조가 변했고 이에 따른 터널 구조 붕괴가 1947년-1948년 동안에 진행되었다. 1949년 모스크바에 있는 지질학 연구소에서 터널 주변의 지질학 분석을 시작하였고 1952년에 터널 재건축이 시작되었다.
1949년 사소한 보수 공사가 진행되었고 1962년에 터널 배수 시스템이 개선되었다. 1963년 터널 중간에서 열차 추돌 사고가 발생하여 복선 노선 중 우측의 노선을 철거하였다. 1972년 아치 구조 붕괴를 막기 위한 보수 공사가 진행되었고 1975년 철도 노선이 전철화되었다. 1976년 터널 가운데에서 배수 시스템이 손상된 이후 터널의 상태가 위험해져서 열차 운행 제한 속도가 시속 40km로 조정되었다.

## 재건축
2000년 덴마크 컨설팅 그룹 COWI에서 터널 구조 개선 및 철도 건설에 관한 연구를 진행하였고, 2002년-2003년 덴마크의 건설 회사 Niras에서 리투아니아의 유럽 연합 가입과 관련한 조정을 하였다. 이를 기반으로 터널 재건축에 관한 국제 입찰을 시작하였다. 리투아니아 회사 Tiltra의 자회사 Kauno Tiltai와 네덜란드 회사 VolkerRail의 자회사 VolkerRail Lietuva와 조인트 벤처 협약을 맺어서 2007년에 재건축 공사를 착공하였다. 2008년 2월 1일 열차 운행이 중단되어 모든 열차는 카우나스 역 대신 동쪽에 있는 카우나스-1 역에 종착하였다.
재건축 과정에서 터널 벽과 볼트에 철근 콘크리트를 설치하였고, 터널 벽과 진입로를 새로 건설하였고, 배수 시스템을 개선하였다. 재건출 과정에서 터널 내부에 조명, 화재 및 연기 감지 시스템, 통신 및 신규 전차선 시스템을 설치하였다. 터널 관리는 중앙 관제실로 연결되었다. 터널 내부 화재 진압을 위해서 터널 내부를 지나는 급수 파이프에서 스프링클러로 물을 분사할 수 있도록 하였다. 건설 과정에서 오스트리아, 노르웨이, 덴마크 회사들이 참여하였다.
2008년 6월 3일 터널 공사장에서 레이저와 음악 쇼가 열렸다. 총 공사 비용은 부가세 제외 8천만 리타스이며, 유럽 연합, 리투아니아 정부와 철도 예산으로 비용을 충당하였다. 터널 재건축은 2009년 11월 17일에 완공되었고, 재건축 이후 제한 속도는 시속 83km로 증속되었다.